# 比查亞爾區
4°51′55″S 81°04′19″W / 4.86528°S 81.07194°W
比查亞爾區（西班牙語：Distrito de Vichayal），是秘魯的一個區，位於該國西北部皮烏拉大區的派塔省，始建於1920年8月28日，面積134.36平方公里，海拔高度40米，2005年人口5,222，人口密度每平方公里39人。